# Kentron V2
Die Kentron V2 ist eine südafrikanische Luft-Luft-Rakete die ursprünglich vom CSIR (Council for Scientific and Industrial Research) sowie Kentron (heute: Denel Dynamics) entwickelt und gebaut wurde.
Da die Entwicklung der Kentron V1 gescheitert war und Südafrika seine Apartheidspolitik nicht änderte, wurde es immer schwieriger, auf dem internationalen Markt Waffeneinkäufe zu tätigen. Man besann sich auf die V1 und setzte dort an wo man aufgehört hatte. Die V2 ist wie die V1 eine direkte Kopie der AIM-9B Sidewinder, nur dass alle Komponenten in Südafrika hergestellt wurden. Die Entwicklung begann im Jahr 1965 und wurde schon 1968 nach dem Bau einiger weniger Prototypen wieder eingestellt. 1969 griff man auf die bisher gewonnenen Erkenntnisse zurück und man wollte die Kentron V3 ebenfalls auf Basis der Sidewinder entwickeln. Aber man bekam 1973 R.550 Magic aus Frankreich und man stellte fest, dass diese besser als die AIM-9B war. So gab man endgültig die Entwicklung auf Basis der Sidewinder auf.
Das V in V2 bedeutet Voorslag welches ein Wort in Afrikaans ist, auf Deutsch bedeutet es so viel wie Warnung.